# Blackbear

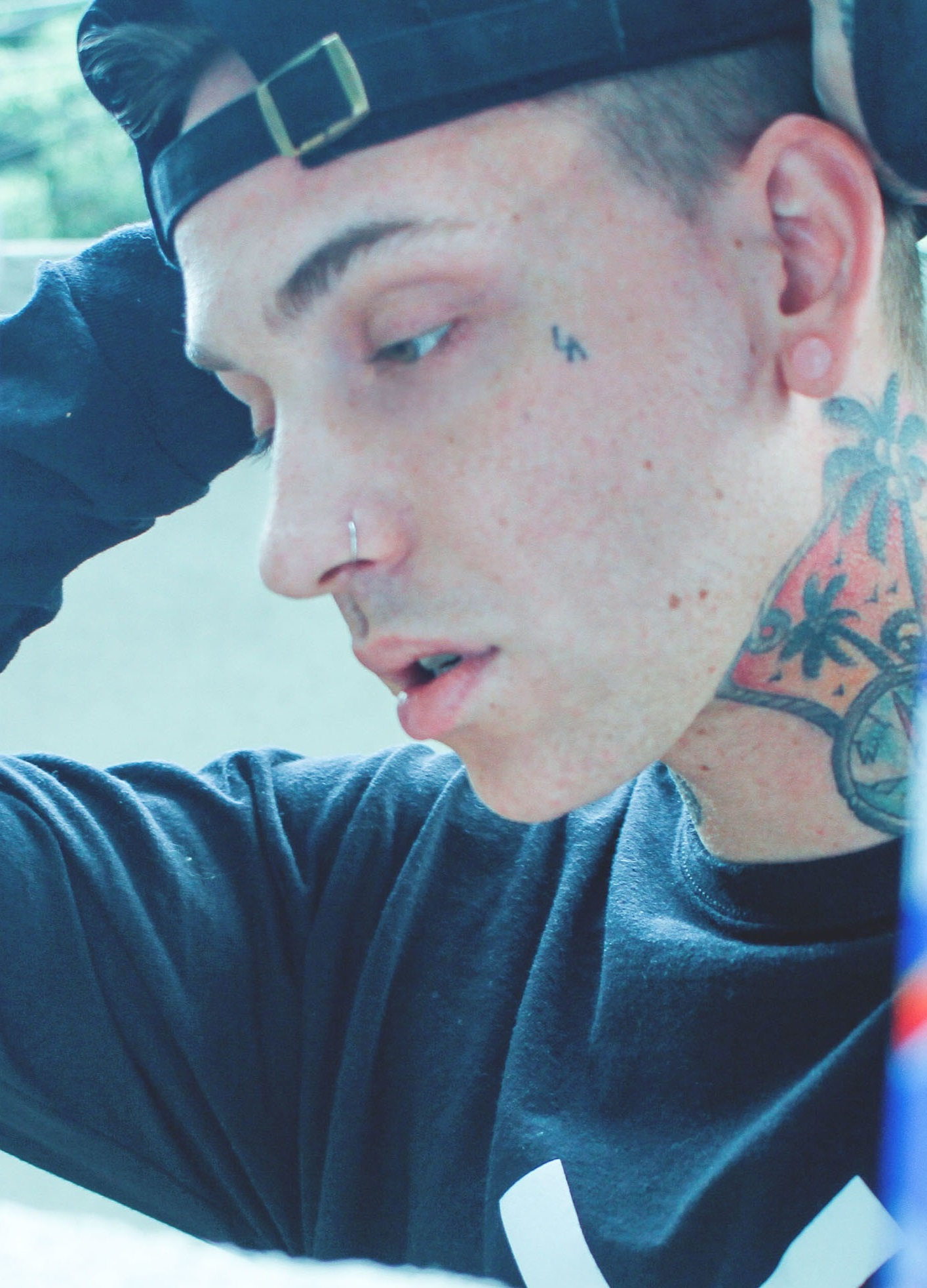

Matthew Tyler Musto (nascido em 27 de novembro de 1990), conhecido profissionalmente como Blackbear (estilizado como blackbear), é um cantor, compositor e produtor musical americano. Ele colaborou com vários artistas musicais como Justin Bieber, Avril Lavigne, G-Eazy, Mike Posner, James Blake, Maejor, Palisades, Machine Gun Kelly, Rivers Cuomo, Childish Gambino, Pharrell Williams e Linkin Park. Musto foi um dos compositores do single "Boyfriend" (2012), de Justin Bieber, que alcançou o número 2 na Billboard Hot 100.  Musto também produziu a faixa-título do álbum These Things Happen, de G-Eazy. Seu maior êxito como vocalista até ao momento é "hot girl bummer" (2019). Outro êxito seu, "Do Re Mi" (2017) - a solo ou com a participação de Gucci Mane - conta atualmente com a certificação de dupla platina nos EUA e no Canadá e de prata no Reino Unido.

## Vida Pessoal
O cantor atualmente (2020), mantém um relacionamento com a modelo Michele Maturo, e ambos tem um filho chamado Midnight Thomas Musto.
A nível pessoal, em 26 de janeiro de 2020, blackbear tornou-se pai de um menino, cujo nome é Midnight Thomas Musto, fruto da sua relação com a modelo Michele Maturo.

## Discografia

### Álbuns de estúdio
| Título                   | Detalhes                                                                    | Posições nas paradas | Posições nas paradas | Posições nas paradas | Posições nas paradas | Posições nas paradas |
| Título                   | Detalhes                                                                    | EUA                  | CAN                  | PB                   | NZ                   | SUÉ                  |
| ------------------------ | --------------------------------------------------------------------------- | -------------------- | -------------------- | -------------------- | -------------------- | -------------------- |
| Deadroses                | - Lançamento: 14 de fevereiro de 2015 - Gravadora: beartrap                 | —                    | —                    | —                    | —                    | —                    |
| Help                     | - Lançamento: 27 de novembro de 2015 - Gravadora: beartrap                  | —                    | —                    | —                    | —                    | —                    |
| Digital Druglord         | - Lançamento: 20 de abril de 2017 - Gravadora: beartrap                     | 14                   | 19                   | 71                   | 40                   | 55                   |
| Anonymous                | - Lançamento: 26 de abril de 2019 - Gravadora: beartrap, Alamo, Interscope  | 14                   | 69                   | —                    | 81                   | —                    |
| Everything Means Nothing | - Lançamento: 21 de agosto de 2020 - Gravadora: Beartrap, Alamo, Interscope |                      |                      |                      |                      |                      |

### Álbuns colaborativos
| Título                     | Detalhes                                                                                  | Posições nas paradas |
| Título                     | Detalhes                                                                                  | EUA                  |
| -------------------------- | ----------------------------------------------------------------------------------------- | -------------------- |
| Hotel Motel (com Mod Sun)  | - Lançamento: 1 de abril de 2016 - Gravadora: Hotel Motel - Formats: LP, digital download | —                    |
| Mansionz (com Mike Posner) | - Lançamento: 24 de março de 2017 - Gravadora: Beartrap, Monster Mountain, Island         | 67                   |

### EP
| Título         | Detalhes                                                                           |
| -------------- | ---------------------------------------------------------------------------------- |
| Foreplay       | - Lançamento: 20 de abril de 2012                                                  |
| The Afterglow  | - Lançamento: 20 de abril de 2014                                                  |
| Dead           | - Lançamento: 2 de junho de 2015 - Gravadora: beartrap                             |
| Drink Bleach   | - Lançamento:17 de junho de 2016 - Gravadora: beartrap                             |
| Cashmere Noose | - Lançamento: 4 de agosto de 2016 - N.º 108 EUA, N.º5 US R&B - Gravadora: beartrap |
| Salt EP        | - Lançamento: 2 de abril de 2017 - Gravadora: beartrap                             |

### Mixtapes
| Título           | Detalhes                             |
| ---------------- | ------------------------------------ |
| Sex, the Mixtape | - Lançamento: 31 de outubro de 2012  |
| Cybersex         | - Lançamento: 27 de novembro de 2017 |

### Singles

#### Como artista principal
| Título                                     | Ano  | Posições em paradas | Posições em paradas | Posições em paradas | Posições em paradas | Posições em paradas |     |    | Certificações   | Álbum                    |
| Título                                     | Ano  | EUA                 | US R&B/HH           | US R&B              | BÉL (FLA)           | CAN                 | POR | UK | Certificações   | Álbum                    |
| ------------------------------------------ | ---- | ------------------- | ------------------- | ------------------- | ------------------- | ------------------- | --- | -- | --------------- | ------------------------ |
| "N Y L A"                                  | 2013 | —                   | —                   | —                   | —                   | —                   | —   | —  |                 |                          |
| "Idfc"                                     | 2014 | —                   | —                   | 15                  | —                   | —                   | —   | —  | - RIAA: Platina | Deadroses                |
| "4U"                                       | 2015 | —                   | —                   | —                   | —                   | —                   | —   | —  |                 | Deadroses                |
| "Dirty Laundry"                            | 2015 | —                   | —                   | —                   | —                   | —                   | —   | —  |                 | Deadroses                |
| "Different Hos"                            | 2016 | —                   | —                   | —                   | —                   | —                   | —   | —  |                 | Help                     |
| "Girls Like U"                             | 2016 | —                   | —                   | —                   | —                   | —                   | —   | —  |                 | Drink Bleach             |
| "Wanderlust"                               | 2016 | —                   | —                   | —                   | —                   | —                   | —   | —  |                 | Cashmere Noose           |
| "Chateau"                                  | 2017 | —                   | —                   | —                   | —                   | —                   | —   | —  |                 | Digital Druglord         |
| "do re mi" (solo ou com Gucci Mane)        | 2017 | 50                  | 22                  | 8                   | —                   | 73                  | —   | 94 | - RIAA: Ouro    | Digital Druglord         |
| "Playboy Shit" (com Lil Aaron)             | 2017 | —                   | —                   | —                   | —                   | —                   | —   | —  |                 | Cybersex                 |
| "Up In This" (com Tinashe)                 | 2017 | —                   | —                   | —                   | —                   | —                   | —   | —  |                 | Cybersex                 |
| "IDWK" (com DVBSS)                         | 2018 | —                   | —                   | —                   | —                   | 67                  | —   | —  |                 |                          |
| "The 1"                                    | 2018 | —                   | —                   | —                   | —                   | —                   | —   | —  |                 |                          |
| "Miracles" (com Stalking Gia)              | 2018 | —                   | —                   | —                   | —                   | —                   | —   | —  |                 |                          |
| "1 Sided Love"                             | 2019 | —                   | —                   | —                   | —                   | —                   | —   | —  |                 | Anonymous                |
| "High1x"                                   | 2019 | —                   | —                   | —                   | —                   | —                   | —   | —  |                 | Anonymous                |
| "Short Kings Anthem" (com Tiny Meat Gang") | 2019 | —                   | —                   | —                   | —                   | —                   | —   | —  |                 |                          |
| "hot girl bummer"                          | 2019 | 11                  | 6                   | —                   | 21                  | 7                   | 61  | 14 |                 | Everything Means Nothing |

#### Como artista convidado
| Título                                                 | Ano  | Álbum                      |
| ------------------------------------------------------ | ---- | -------------------------- |
| "Root Beer Float" (Olivia O'Brien featuring Blackbear) | 2016 |                            |
| "Flex Your Way Out" (Sofi de la Torre com blackbear)   | 2016 | another. not me. i'm done. |
| "Hit Me Back" (Jacob Sartorius com Blackbear)          | 2017 | Left Me Hangin'            |
| "Forgetting All About You" (Phoebe Ryan com Blackbear) | 2017 | James                      |

#### Singlespromocionais
| Título                            | Ano  | Álbum            |
| --------------------------------- | ---- | ---------------- |
| "Deadroses"                       | 2015 | Deadroses        |
| "if i could i would feel nothing" | 2017 | Digital Druglord |
| "make daddy proud"                | 2017 | Digital Druglord |

## Composições, produções e créditos
| Música                         | Ano  | Artista                                         | Álbum                                     | Contribuição                                      | Certificação |
| ------------------------------ | ---- | ----------------------------------------------- | ----------------------------------------- | ------------------------------------------------- | ------------ |
| "End of the Road"              | 2011 | Machine Gun Kelly (com blackbear)               | Lace Up                                   | Feature, compositor                               |              |
| "Boyfriend"                    | 2012 | Justin Bieber                                   | Believe                                   | Coescritor, produção na guitarra e vozes de fundo | 6x Platina   |
| "Windows Down"                 | 2012 | Big Time Rush                                   | Elevate                                   | Compositor                                        |              |
| "OshFest"                      | 2013 | Mike Posner (com blackbear)                     |                                           | Vocalista convidado, compositor                   |              |
| "Marauder Music"               | 2013 | Mike Posner (com blackbear)                     | Vocalista convidado, compositor, produtor |                                                   |              |
| "Numb"                         | 2014 | Nick Jonas (com Angel Haze)                     | Nick Jonas                                | Coescritor                                        |              |
| "Remember You"                 | 2014 | G-Eazy (com blackbear)                          | These Things Happen                       | Vocalista convidado, compositor, produtor         |              |
| "Sleepless"                    | 2014 | G-Eazy (com Nylo)                               | These Things Happen                       | Produtor                                          |              |
| "These Things Happen"          | 2014 | G-Eazy                                          | These Things Happen                       | Produtor                                          |              |
| "This F**kin Song"             | 2014 | The Janoskians                                  |                                           | Compositor                                        |              |
| "Toy Guns"                     | 2014 | Tokyo Police Club                               | Forcefield                                | Coescritor, co-produtor                           |              |
| "Through the Wire"             | 2014 | Tokyo Police Club                               | Forcefield                                | Coescritor, co-produtor                           |              |
| "Leave Your Love"              | 2015 | Tyler Carter                                    | Leave Your Love                           | Co-escritor                                       |              |
| "Sophisticated"                | 2015 | Tyler Carter                                    | Leave Your Love                           | Coescritor, Produtor                              |              |
| "Tears on the Runway, Pt. 1"   | 2015 | Tyler Carter (com Nylo)                         | Leave Your Love                           | Produtor                                          |              |
| "Shoot em Down"                | 2015 | Mod Sun (com Machine Gun Kelly & blackbear)     | Look Up                                   | Vocalista convidado, compositor, produtor         |              |
| "Surprise Party"               | 2015 | Hoodie Allen (com blackbear)                    | Happy Camper                              | Vocalista convidado, compositor                   |              |
| "Champagne & Pools"            | 2015 | Hoodie Allen (com blackbear & Super Duper Kyle) | Happy Camper                              | Vocalista convidado, compositor, produtor         |              |
| "Ocean Eyes" (blackbear remix) | 2015 | Billie Eilish (com blackbear)                   |                                           | Vocalista convidado, compositor, produtor         |              |
| "All I Want"                   | 2015 | Daniel Skye (com Cameron Dallas)                | Compositor, produtor                      |                                                   |              |
| "Crash with Me"                | 2016 | Gnash                                           | U                                         | Produtor                                          |              |
| "Root Beer Float"              | 2016 | Olivia O'Brien (com blackbear)                  |                                           | Vocalista convidado, compositor, produtor         |              |
| "Holy Water"                   | 2016 | Ro James                                        | Eldorado                                  | Coescritor                                        |              |
| "I Doubt It"                   | 2016 | Travis Mills (com blackbear & Skizzy Mars)      | While You Wait                            | Vocalista convidado, compositor, produtor         |              |
| "Chemistry"                    | 2016 | Skizzy Mars (com blackbear)                     |                                           | Vocalista convidado, compositor, produtor         |              |
| "Sorry for Now"                | 2017 | Linkin Park                                     | One More Light                            | Compositor, produtor                              |              |